# Conquista hospitalaria de Rodas
La conquista hospitalaria de Rodas fue una campaña que tuvo lugar entre 1306-1310. Los Caballeros Hospitalarios, dirigidos por el Gran Maestre Foulques de Villaret, desembarcaron en la isla en el verano de 1306 y rápidamente conquistaron la mayor parte, excepto la ciudad de Rodas, que permaneció en manos bizantinas. El emperador Andrónico II Paleólogo envió refuerzos, lo que permitió a la ciudad rechazar los ataques hospitalarios iniciales y perseverar hasta que fue capturada el 15 de agosto de 1310. Los Hospitalarios transfirieron su base a la isla, que se convirtió en el centro de sus actividades hasta que fue conquistada por el Imperio Otomano en 1522.

## Antecedentes
Fundada en Jerusalén en 1070, la Orden del Hospital se convirtió en una de las órdenes militares más importantes, con una presencia significativa no solo en los estados cruzados del Levante, sino también por el control de grandes propiedades en Europa occidental. Tras la caída de Acre en 1291, la Orden trasladó su base a Limassol en Chipre. Su posición en Chipre era precaria; sus ingresos limitados los hicieron dependientes de las donaciones de Europa Occidental y los involucraron en peleas con el rey Enrique II de Chipre, mientras que la pérdida de Acre y la Tierra Santa condujeron a un cuestionamiento generalizado sobre el propósito de las órdenes monásticas, y propuestas para confiscar sus posesiones. Según Gérard de Monréal, tan pronto como fue elegido Gran Maestre de los Caballeros Hospitalarios en 1305, Foulques de Villaret planeó la conquista de Rodas, lo que le garantizaría una libertad de acción que no podría tener mientras la Orden permaneciera en Chipre y proporcionaría una nueva base para la guerra contra los turcos.
Rodas era un objetivo atractivo: una isla fértil, estratégicamente ubicada frente a la costa suroeste de Asia Menor, a horcajadas en las rutas comerciales hacia Constantinopla o Alejandría y el Levante. La isla era una posesión bizantina, pero el imperio, cada vez más débil, era evidentemente incapaz de proteger sus posesiones insulares, como lo demostró la incautación de Chios en 1304 por el genovés Benedetto Zaccaria, quien obtuvo el reconocimiento de su posesión del emperador Andrónico II Paleólogo (r. 1282–1328), y las actividades en competencia de los genoveses y venecianos en el área del Dodecaneso. De hecho, los emperadores bizantinos a menudo entregaban Rodas a sus almirantes de origen genovés. Así, el genovés Vignolo de 'Vignoli reclamó la posesión de las islas de Kos y Leros, y la finca de Lardos en Rodas, como feudos imperiales. Ya en 1299, el Papa propuso que Federico III de Sicilia capturara la isla, y su hermanastro Sancho, un caballero hospitalario, dirigió una expedición infructuosa en aguas griegas en 1305 con el objetivo de capturar algunas islas bizantinas. En el mismo año, el académico Ramon Llull identificó a Rodas como una base adecuada para las operaciones navales para evitar que los cristianos comerciaran con los musulmanes, y abogó por su captura como parte de los planes de Carlos de Valois para una nueva cruzada en el este. Al mismo tiempo, los venecianos se apoderaron de varias islas en el área, como Kárpatos, poniendo en peligro la influencia genovesa.
Las crónicas chipriotas indican que Foulques de Villaret firmó un contrato con un genovés, nombrado Boniface di Grimaldi por Gérard de Monréal y Vignolo de 'Vignoli por las dos crónicas italianas. Los últimos son probablemente correctos, ya que un documento sobrevive, fechado el 27 de mayo de 1306, concluido entre Villaret y otros representantes de la Orden y Vignolo. Este último cedió así sus derechos sobre Kos y Leros a los Hospitalarios, con el derecho de retener Lardos y una propiedad más de su propia elección en Rodas. En las otras islas cercanas a Rodas que conquistarían, Vignolo disfrutaría de amplios derechos como "vicarius seu justiciarius", aunque los Caballeros y sus servidores estarían bajo la jurisdicción directa del Gran Maestre. Vignolo y los Caballeros nombrarían conjuntamente a los recaudadores de impuestos de las distintas islas de Rodas, y dividirían sus ingresos, dos tercios irían a la Orden y un tercio a Vignolo. El papa Clemente V probablemente se mantuvo en la oscuridad con respecto a los planes de los Hospitalarios en Rodas, ya que no se menciona en la correspondencia contemporánea entre el Papa y Villaret.

## Conquista de la isla

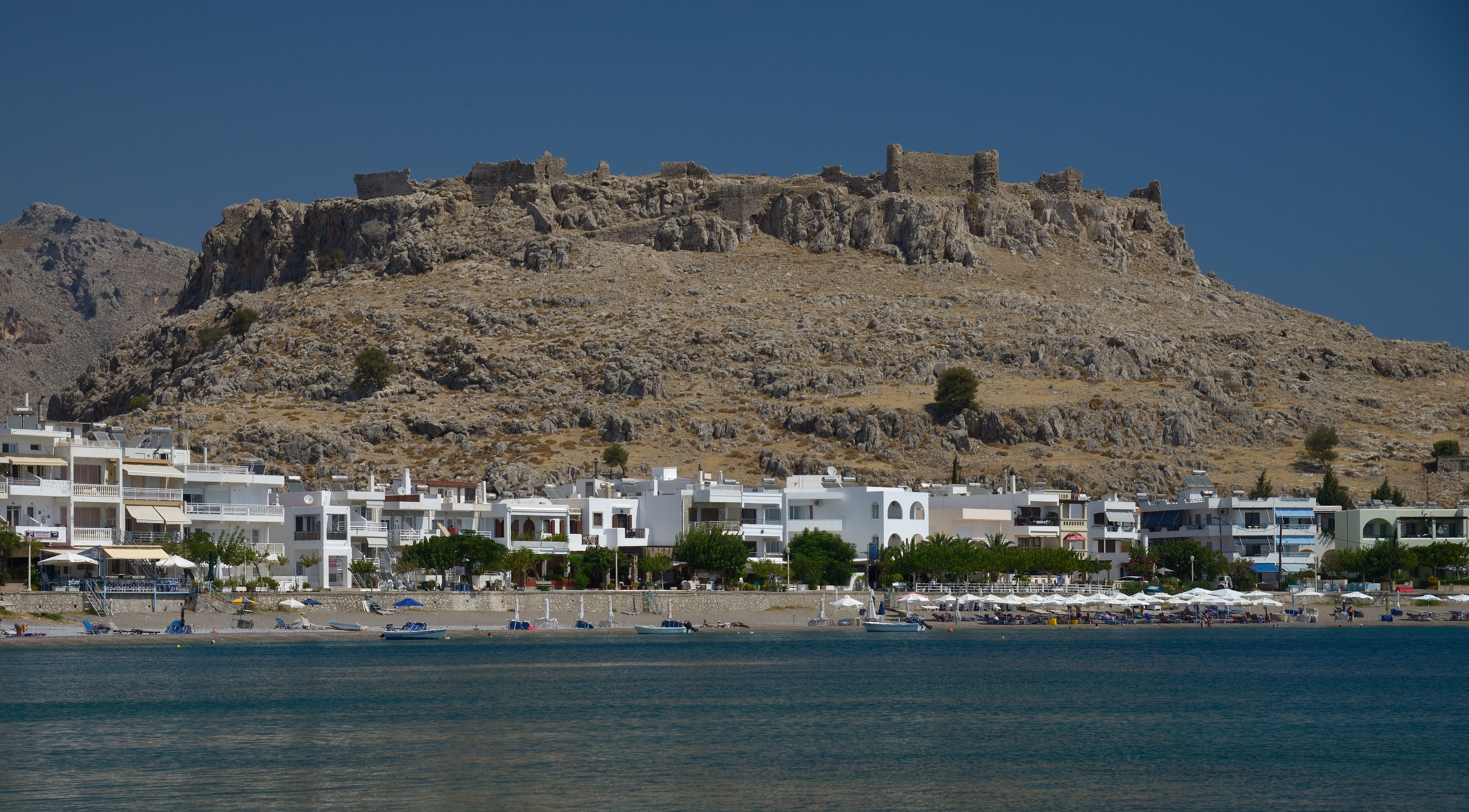
El Castillo de Feraklos roday. 2016

El 23 de junio, Villaret y Vignolo zarparon de Limassol, con dos galeras de guerra y otras cuatro embarcaciones, con una fuerza de 35 caballeros, 6 jinetes levantinos y 500 soldados de a pie. A ellos se les añadieron algunos barcos genoveses. La expedición hizo una primera parada en Kastellorizo, desde donde Vignolo se adelantó para reconocer la costa de Rodas. Sin embargo, los lugareños fueron advertidos por un griego al servicio de la Orden, y Vignolo apenas escapó y regresó para encontrarse con Villaret. Mientras tanto, dos caballeros con cincuenta hombres habían capturado el castillo de Kos, pero fueron desalojados nuevamente por refuerzos bizantinos. Los aliados luego navegaron a Rodas. Las crónicas de Amadi y Bustron proporcionan el relato más detallado de los sucesos posteriores: un primer asalto a la ciudad de Rodas por tierra y mar fracasó, pero el 20 de septiembre, los Hospitalarios capturaron el (probablemente desierto) Castillo Feraklos en la costa este de la isla. Cinco días después lanzaron otro ataque fallido contra la ciudad, que resistió hasta noviembre. El 11 de noviembre, tomaron la ciudadela de Filerimos (antiguo Ialysos) a través de la traición de un griego local; La guarnición de 300 turcos fue masacrada.
Este éxito alentó a los Caballeros a reanudar el asedio de la capital, pero los locales la defendieron con éxito y pidieron refuerzos al Emperador Andronikos II. En una carta del 30 de abril de 1307, conservada en los archivos reales de Aragón, se dan algunos detalles: el Emperador envió ocho galeras para ayudar a la ciudad, y los Hospitalarios se vieron obligados a levantar el sitio después de matar a 80 griegos y perder una docena de sus propios soldados y unos 40 caballos. Casi al mismo tiempo, en marzo o abril de 1307, de acuerdo con Paquimeres, los hospitalarios enviaron emisarios al emperador, exigiendo que les entregara la ciudad de Rodas a ellos, por lo que iban a hacer que sea su base en su guerra contra los turcos. Los caballeros se comprometieron a reconocer la soberanía del emperador y mandarle 300 de sus mejores guerreros cada vez que lo exigiera, pero Andrónico II rechazó su propuesta, y comenzó a preparar más refuerzos a Rodas para repeler cualquier intento de captura. En la primavera de 1307, el Papa Clemente V invitó a Villaret a visitar la corte papal en Poitiers, pero este último se retrasó hasta agosto debido a la continua conquista de Rodas, que él lideraba en persona. El hecho de que Villaret se sintiera capaz de abandonar la isla en verano apunta a la conclusión de que para esa época, la mayor parte de ella, aparte de la capital, estaba en manos hospitalarias. El 5 de septiembre de 1307, el Papa emitió un acta confirmando la posesión de la isla de Rodas por parte de los Hospitalarios. Sin embargo, un documento de los archivos aragoneses, fechado hasta octubre de 1307, indica que mientras Lindos estaba en manos hospitalarias, la ciudad de Rodas estaba custodiada por "veinte buques del emperador de Constantinopla", y una carta del rey Jaime II de Aragón confirma que en marzo de 1309, los hospitalarios todavía no controlaban toda la isla.
Villaret continuó sus estrechas relaciones con los genoveses, que no solo eran expertos marinos y constructores navales, sino que también estaban familiarizados con el Egeo y, al igual que los hospitalarios, rivales frente a los venecianos; así, en 1308–1309, Villaret colocó contratos para doce galeras y una navis magna en el astillero genovés. [23] Villaret permaneció en el Oeste durante dos años, pero para septiembre de 1309 estaba buscando permiso para regresar al Este para supervisar la finalización de la conquista. Salió de Génova para Nápoles en noviembre y llegó a Brindisi en enero de 1310. Allí, los Hospitalarios se negaron a enviar a cualquier miembro de la masiva y desordenada multitud que constituía la Cruzada de los Pobres, quienes deseaban participar en una cruzada no autorizada a Tierra Santa. Según se informa, la flota de Villaret contaba con 26 galeras, incluidas las naves genovesas, con una fuerza de 200 a 300 caballeros y 3.000 soldados de a pie, pero el mal tiempo retrasó su partida hasta la primavera. El objetivo aparente de esta expedición era ayudar a Chipre y al Reino Armenio de Cilicia, pero Villaret, una vez más sin el conocimiento del Papa, la usó para terminar su conquista de Rodas.
La ciudad de Rodas fue finalmente capturada el 15 de agosto de 1310, según las biografías de Clemente V y los informes de Cristóbal de Chipre. Este último informa que los Hospitalarios habían acumulado 35 galeras para la operación. Sin embargo, según las tres crónicas chipriotas, la ciudad no fue capturada por la fuerza, sino por un golpe de suerte: un barco genovés enviado por el Emperador con víveres para la guarnición sitiada se desvió rumbo a Famagusta en Chipre. El capitán del barco fue capturado por un caballero chipriota, Pedro el Joven (Pierre le Jaune, Piero il Giovene), quien lo llevó a Rodas ante el Gran Maestre. Para escapar de la ejecución, el capitán del barco convenció a la guarnición de que se rindiera con la condición de que sus vidas y propiedades se salvaran.

## Controversia de fechas
La cronología de la conquista se aceptó durante mucho tiempo en dos etapas, con el primer desembarco y la conquista de la isla en 1306 y la captura final de la ciudad de Rodas en 1310. Sin embargo, el erudito francés Joseph Delaville Le Roulx, en su magisterial Cartulaire général de l'Ordre des Hospitaliers de Saint-Jean de Jérusalem (1100-1310), confiando en el relato de Pachymeres (que colocó en abril de 1308) y los informes de un asedio de dos años en las Crónicas chipriotas, concluyó que la fecha de la captura de la ciudad de Rodas fue el 15 de agosto de 1308, fecha que fue utilizada por la mayoría de los académicos que se ocupan de las Cruzadas y los Caballeros Hospitalarios
 La confusión de las diversas fechas dadas por los cronistas ha dado lugar a varias propuestas sobre cuándo se rindió la capital de Rodas: aunque la fecha del 15 de agosto, como un festival religioso importante, parece segura, el año en que se llevó a cabo ha variado de 1306 a 1310 habiendo sido sugerido por los estudiosos modernos.

## Consecuencias
Tras la finalización de la conquista, los hospitalarios trasladaron su convento y hospital de Chipre a Rodas. Se hicieron esfuerzos para atraer a colonos latinos, tanto para reponer a la población local que se había reducido a unos 10.000, como para proporcionar hombres para el servicio militar. La Orden no perdió tiempo en comenzar las operaciones militares en el área: imponiendo una prohibición papal del comercio con el Egipto Mameluco, los Caballeros no dudaron en capturar incluso buques genoveses, aunque los genoveses habían ayudado en la conquista. Siguió una breve alianza de los genoveses con el emirato de Mentese, pero los Hospitalarios obtuvieron una importante victoria sobre este último en 1312. Las tensiones aumentaron con Venecia al mismo tiempo, cuando los Hospitalarios se apoderaron de Karpathos y otras islas controladas por Venecia. Finalmente, los Hospitalarios llegaron a un acuerdo con ambas potencias marítimas italianas, y las islas confiscadas fueron devueltas a Venecia en 1316. El Gran Maestre Alberto de Schwarzburg llevó a la armada Hospitalaria a victorias contra los turcos en 1318, y La batalla de Quíos en 1319, después de la cual recapturó la isla de Leros, cuya población griega se había rebelado y restaurado el gobierno bizantino. En el año siguiente, derrotó a una flota turca de ochenta barcos, impidiendo una invasión de Rodas. Con este éxito, el control hospitalario de la isla quedó asegurado para el próximo siglo.